# Lycaena extensa
Lycaena extensa är en fjärilsart som beskrevs av Tutt 1906. Lycaena extensa ingår i släktet Lycaena och familjen juvelvingar. Inga underarter finns listade i Catalogue of Life.